# IC 375
IC 375 је спирална галаксија у сазвјежђу Еридан која се налази на листи објеката дубоког неба у Индекс каталогу.
Деклинација објекта је - 12° 58' 25" а ректасцензија 4h 31m 3,2s. Привидна величина (магнитуда) објекта IC 375 износи 14,0 а фотографска магнитуда 14,8.